# Intellektuelle Verantwortung
Intellektuelle Verantwortung, auch epistemische Verantwortung, ist ein Konzept aus der Philosophie. Menschen haben demnach die Verantwortung dafür, nur Dinge zu glauben, für die sie einen Beleg haben, und kein Urteil zu fällen, solange dieser Beleg aussteht. Falls der Beweis aussteht, ist ein Mensch ethisch dazu verpflichtet, den Glauben nicht zu übernehmen.

## Entstehung

### William Kingdon Clifford
Der Mathematiker und Philosoph William Kingdon Clifford definierte intellektuelle Verantwortung in Form einer kurzen Erzählung und einer Definition.
In der Erzählung wird ein Schiffsinhaber beschrieben, welcher Tickets für die transatlantische Überfahrt verkauft. Er erfährt, dass das Schiff Defekte aufweisen könnte. Wissentlich, dass die Inspektion zu erheblichen Kosten und Verzögerungen bei der Abfahrt führen würde, verschiebt der Schiffsinhaber die Inspektion. Da es keinen Beweis dafür gibt, dass das Schiff Mängel aufweist, glaubt er selbst daran, dass das Schiff seetüchtig ist, und verkauft die Tickets. Als das Schiff auf hoher See untergeht, erhält er das Geld für das Schiff von der Versicherung erstattet.
Nach Clifford ist der Schiffsinhaber am Tod der Matrosen und Passagiere verantwortlich, da er seinen Glauben, dass das Schiff in Ordnung sei, hinterfragen und die Inspektion durchführen hätte müssen.

“It is wrong always, and, everywhere for anyone, to beliefe anything upon insufficient evidence.”

„Es ist immer und überall und für alle falsch etwas zu glauben, ohne ausreichende Belege zu haben.“

Clifford geht sogar noch weiter und definiert, dass der Schiffsinhaber selbst dann schuldig ist, wenn die Überfahrt ohne Probleme erfolgt wäre.

“He was guilty of accepting a belief without sufficient evidence […] and whether that actually leads to harm or not, he still has done wrong, epistemically and morally.”

„Er war schuldig, einen Glauben ohne ausreichende Belege zu akzeptieren. Ob und wie dies zu einem Schaden geführt hat oder nicht, er hat etwas falsch gemacht, epistemisch und moralisch.“

Glaubensfreiheit ist demnach unverantwortlich und moralisch falsch. Dies gilt auch für den „privaten Glauben“, den es laut Clifford nicht gibt.

“There is no such thing as a private belief. Because we all talk about our beliefs—some of us do it a lot—and it causes our beliefs to spread.”

„Es gibt den „privaten Glauben“ nicht. Da wir alle über unsere Glaubenssätze sprechen – manche von uns sogar viel – verbreiten sich unsere Glaubenssätze.“

Dies zeigt sich etwa an Sexismus: Auch wenn eine Person den Glauben, dass Frauen gegenüber Männern unterlegen seien, nicht verbal äußert, so beeinflusst der Glaube das Handeln dieser Person, welches sich auf die Umwelt auswirkt. Insbesondere wenn es sich um eine Person in einer Machtposition handelt, wird dieses Verhalten zudem übernommen.
Clifford geht sogar noch weiter und argumentiert, dass auch religiöser Glauben unverantwortlich ist.

“Belief in a god, whose existence can't be proven was simply "blind faith" and blind faith leads a person to ignore other facts and arguments, causing them to live an unexamined, unthoughtful life.”

„Der Glauben an einen Gott, dessen Existenz nicht bewiesen werden kann, ist „blinder Glaube“. Blinder Glaube bringt eine Person dazu, andere Fakten und Argumente zu ignorieren, was dazu führt, dass sie ein unerforschtes und unbedachtes Leben führt.“

### William James
Der Psychologe und Philosoph William James argumentierte gegen die These von Clifford, dass es unmoralisch ist an Gott zu glauben. James argumentierte, dass ein Glaube zu Handlungsmöglichkeiten führt, welche ohne diesem Glauben nicht möglich wären und die Natur der Auswirkungen der Handlungen die moralische Legitimität bestimmt. Da James an die positiven Auswirkungen von Religion glaubte, hielt er daher religiösen Glauben für akzeptabel.
Dem steht allerdings gegenüber, dass religiöser Glaube durchaus auch negative Auswirkungen, insbesondere auch auf die Umwelt und andere Menschen, hat. Insbesondere, wenn nötige Aktionen – aufgrund von Vertrauen in eine ohnehin positive Entwicklung – unterlassen werden (z. B. Philanthropie, Umweltschutz oder Impfungen), oder negative Aktionen gesetzt werden, um den Glauben zu verteidigen (z. B. Missionierung oder im Extremfall ein Selbstmordattentat).

### Noam Chomsky
Noam Chomsky argumentiert in seinem Essay The Responsibility of Intellectuals, dass intellektuelle Menschen die Verantwortung dafür haben, die Wahrheit zu suchen und Lügen bloß zu stellen. Ein Whistleblower folgt demnach seiner ethischen und moralischen Verantwortung.

### Peter Van Inwagen
Der Philosoph Peter van Inwagen definierte eine Variante von Cliffords Definition:

“It is wrong always, everywhere, and for anyone to ignore evidence that is relevant to his beliefs, or to dismiss relevant evidence in a facile way.”

„Es ist immer, überall und für alle falsch, Belege zu ignorieren die für seine Glaubenssätze und Vorstellungen wichtig sind, oder diese in einer falschen Weise zu verwerfen.“